# Booby Traps

Booby Traps est un cartoon réalisé par Bob Clampett en 1944. Il met en scène Snafu le soldat.

## Synopsis
Le soldat Snafu fait partie d'une patrouille de guerre dans le désert du nord de l'Afrique. Le narrateur prévient que le passage est rempli de pièges (les booby-traps, en anglais). Snafu n'en reste pas moins guilleret parce qu'il se sent plus intelligent que l'ennemi et peut déjouer ses pièges. Aussi, face à l'objectif, il répond au narrateur en lui faisant une grimace. Il évite le piège de la douche avec la poignée attachée au détonateur d'un gros canon. Soudain, il tombe en arrêt devant une oasis où on propose gratuitement du lait de chamelle (le mot « gratuitement » clignote sur le panneau en bois). Il ne remarque pas au départ qu'il trait une mine sous-marine qui a été placée sous la chamelle. Quand il s'en rend compte, il se demande si ce ne serait pas un piège (la chamelle lui répond que « ça se pourrait bien »). Snafu replace alors doucement la mine.
Il trouve ensuite un bordel arabe où se languissent des pin-ups très à son goût : il halète comme un chien excité. Enfin, il s'installe au piano et s'apprête à jouer la partition de Believe Me, If All Those Endearing Young Charms (en) installée sur le pupitre. Il ne sait pas qu'une des touches du piano est reliée à un dispositif de mise à feu d'un énorme bâton de TNT sous le clavier (le dispositif étant de petits bras mécaniques miniatures qui appuient sur la poignée d'un détonateur). Mais en jouant, Snafu se trompe et rate systématiquement cette touche en produisant une fausse note...
Il remarque alors un narguilé (étrangement, pas la femme dénudée juste à côté !), mais il est rempli de TNT où dépasse la mèche. Il n'arrive cependant pas à l'allumer avec une allumette (il se brûle avec). Il découvre enfin la « bombe » féminine, mais celle-ci est en réalité un mannequin fait avec de vrais bombes dans ses formes rebondies, convoitées par le soldat. En voulant taper sur ses fesses factices, il se fait mal à la main. Il commence à douter de leur réalité en faisant sonner son index sur les bombes. Quand le soutien-gorge tombe du mannequin et révèle deux bombes, le soldat se rend enfin compte qu'il est dans un lieu piégé. Il s'enfuit, en déclenchant toute sorte de pièges : d'abord une énorme tapette à souris, puis des panneaux qui s'ouvrent sur des fosses, et finalement, des lames qui cherchent à l'embrocher à la porte de sortie. Une fois dehors, Snafu souffle un peu. C'est alors qu'une petite figurine à l'image d'Adolf Hitler tenant un triangle sort du mur et vient carillonner la musique dans l'oreille du soldat, en insistant sur la note que rate systématiquement Snafu. Son enthousiasme retrouvé, il oublie toute prudence et rentre dans le bordel pour rejouer le morceau, en trouvant cette fois la bonne note avec la fameuse touche qui déclenche l'explosion.  
Snafu, mort, devient un ange coiffé d'une auréole en or 24 carats, qui joue de la harpe, heureux de ne plus se soucier des pièges. Mais la harpe est elle aussi piégée, et quand il rejoue le même air, il explose à nouveau

## Fiche technique
- Réalisateur : Bob Clampett (Robert Clampett) (non crédité)
- Scénaristes : Phil Eastman, Dr Seuss (non crédités)
- Producteur : Leon Schlesinger, Dr Seuss (non crédités)
- Production : Leon Schlesinger Studios
- Musique : Carl W. Stalling, Milt Franklyin  (non crédités)
- Montage et technicien du son (effets sonores) : Treg Brown (non crédité)
- Distribution :
  - MediaOutlet.com (2011) (USA) (DVD)
  - U.S. Army Signal Corps (tout media)
  - WinStar Home Entertainment (1998) (USA) (DVD)
- Durée : 4 minutes
- Son : mono
- Format : noir et blanc
- Date de sortie : États-Unis : 10 janvier 1944
- Langue originale : anglais

## Animation
Aucun animateur n'apparait sur le générique.
- Manny Gould (en)
- Robert McKimson
- Rod Scribner (en)

## Voix
Aucun acteur ne figure au générique.
- Mel Blanc : Snafu, la chamelle.
- Robert C. Bruce : le narrateur.

## À propos du film
Le gag de la touche de piano piégée a été repris dans plusieurs autres cartoons de la Warner Bros., notamment avec Sam le pirate et Bugs Bunny, Vil Coyote avec Bip bip, et sous une variante dans Show Biz Bugs (1957) avec Daffy Duck.